# Whalleyana
	Whalleyana é o único gênero da família dos ualeianídeos (Whalleyanidae), uma família de insectos da ordem Lepidoptera.
1. ↑  Twort, Victoria G.; Minet, Joël; Wheat, Christopher W.; Wahlberg, Niklas (18 de agosto de 2020). «Museomics of a rare taxon: placing Whalleyanidae in the Lepidoptera Tree of Life». bioRxiv (em inglês): 2020.08.18.255182. doi:10.1101/2020.08.18.255182. Consultado em 5 de julho de 2021